# Le Prix à payer (film, 2010)
Pour les articles homonymes, voir Le Prix à payer.
Pour plus de détails, voir Fiche technique et Distribution.
Le Prix à payer (titre original : The High Cost of Living) est un film québécois réalisé par Deborah Chow, sorti en 2010.

## Synopsis
Tout commence par un accident. Henry, au-dessus de la limite légale, fait une mauvaise manœuvre et heurte Nathalie. Paniqué, il se sauve, laissant Nathalie en pleine rue, sans connaissance, blessée et enceinte de huit mois. Nathalie reprend connaissance à l'hôpital pour découvrir que le bébé, toujours en elle, est mort.
Son mari, Michel est incapable de faire face à cette tragédie et ne peut lui offrir le soutien dont elle a grandement besoin. Au moment où tout semble s'effondrer, elle tombe sur Henry - qui cherchait sa victime. Se gardant de lui révéler son secret, Henry devient pour Nathalie tout ce que Michel n'est pas - empathique, charmant et un peu fou. Elle trouve un soulagement auprès de cet étranger qui semble disposé à lui offrir refuge.
Mais le passé d'Henry le rattrapera puisque l'enquête policière se rapproche de lui à grands pas. La confrontation inévitable de Henry et de Nathalie les forcera à tout remettre en question et à décider si le prix de la vie en vaut la chandelle.

## Fiche technique
- Titre : Le Prix à payer

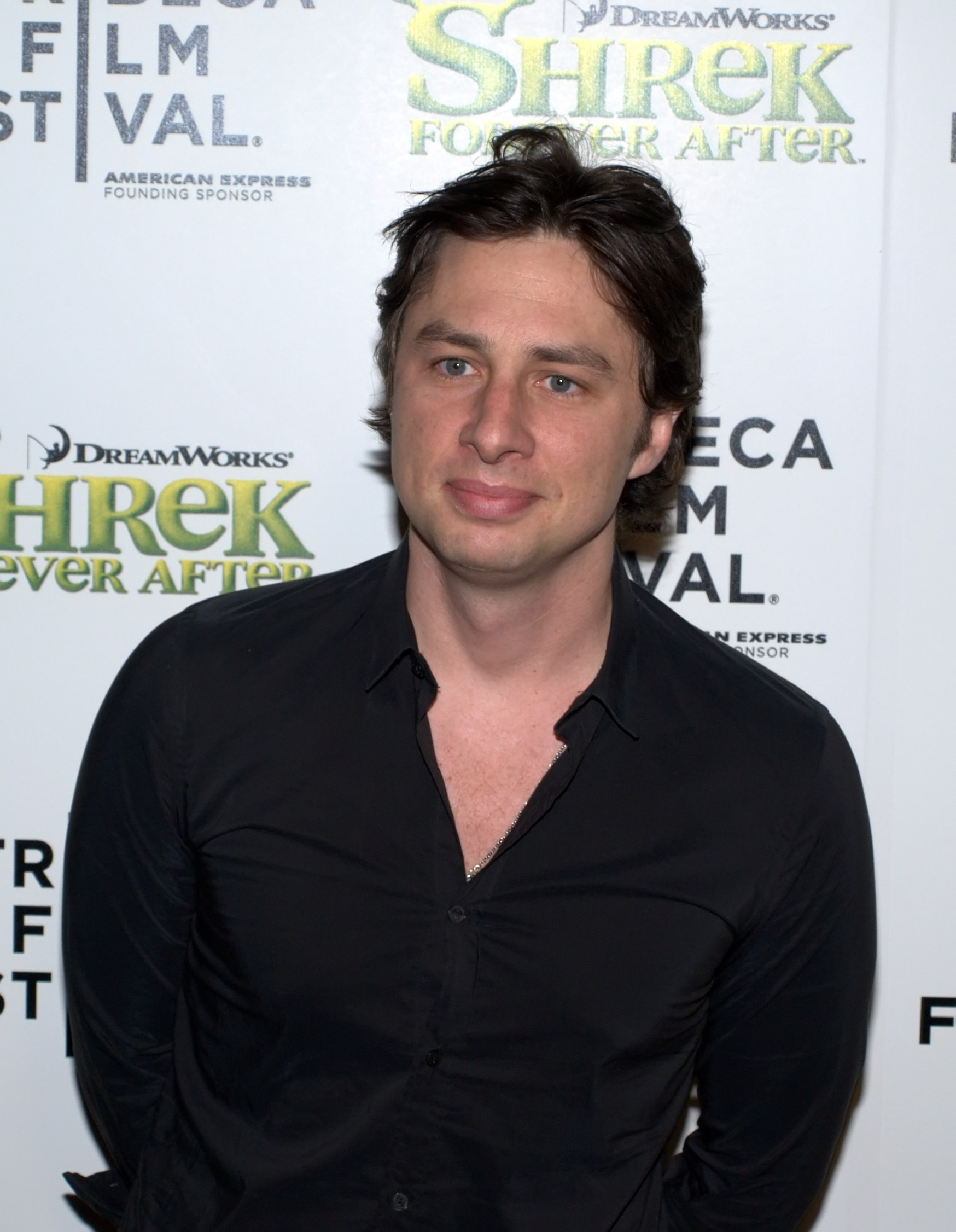
L'acteur Zach Braff au Festival du Film de Tribeca 2010.

- Titre original : The High Cost of Living
- Réalisation : Deborah Chow
- Scénario : Deborah Chow, Joseane Brunelle, Tristan Tondino
- Pays d'origine :  Canada
- Genre : Drame
- Durée : 1h33
- Dates de sortie :
  -  Canada : 15 septembre 2010 (Festival international du film de Toronto) / 15 avril 2011 (Toronto)
  -  Québec : 1er novembre 2010

## Distribution
- Zach Braff (VQ : Danny Blanco-Hall) : Henry
- Isabelle Blais VQ : Elle-même) : Nathalie Beauchamp
- Patrick Labbé VQ : lui-même) : Michel
- Nicole Braber (VQ : Aline Pinsonneault) : Lily
- Aimee Lee (VQ : Hélène Lasnier) : Wailin
- Julian Lo (VQ : Gabriel Lessard) : Johnny

 Source et légende : version québécoise (VQ) sur Doublage.qc.ca